# Альто-Парана
Альто-Парана (ісп. Alto Paraná) — департамент Парагваю з адміністративним центром у місті Сьюдад-дель-Есте.

## Історія
У колоніальні часи на території нинішнього департаменту знаходилося безліч поселень. Багато з них мали дуже важливе значення, наприклад, Онтіверос, Сіудад-Реаль і Вілларіка-дель-Еспіріту-Санто. Проте ці села не були процвітаючими через постійних нападів бандейрантів.
Значне зростання населення в цій області розпочалося наприкінці XVII — початку XVIII століття. Міські центри стали з'являтися навколо військових баз, що служили для захисту від нападів бандейрантів. Приблизно в цей час були засновані міста, існуючі досі, такі як: Вілла-Куругуаті, Ігатімі, Каагуасу, Ліма і Ахос.
Після Парагвайської війни ці землі були продані, створені великі маєтки, що спеціалізувалися на вирощуванні мате.
Департамент Альто-Парана створений в 1945 році. У 1990 році межі департаменту придбали сучасний вигляд.

## Адміністративний поділ

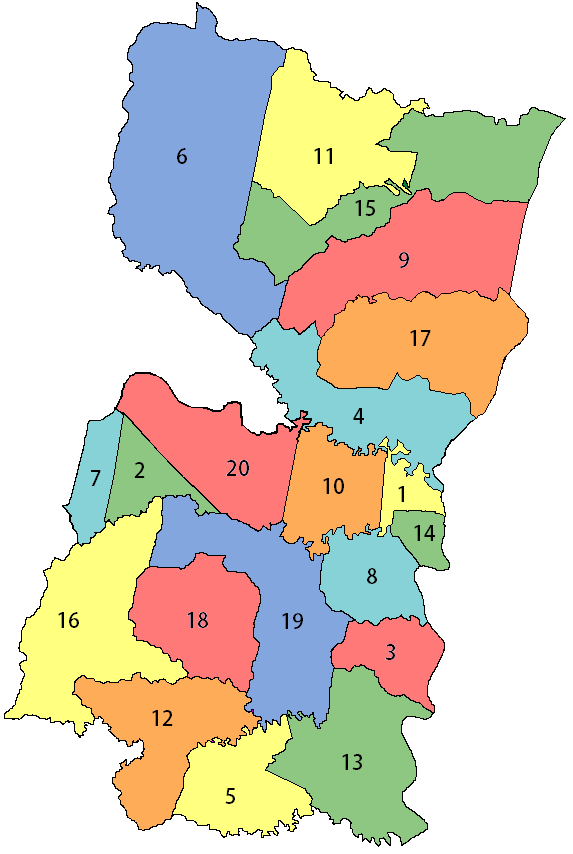
Округи департаменту Альто-Парана.

| №  | Округ                                                    | Населення, чол. (2009) | Площа, км² |
| -- | -------------------------------------------------------- | ---------------------- | ---------- |
| 1  | Сьюдад-дель-Есте (Ciudad del Este)                       | 320274                 | 149        |
| 2  | Доктор-Хуан-Леон-Мальоркін (Doctor Juan León Mallorquín) | 16243                  | 266        |
| 3  | Домінго-Мартінес-де-Ірала (Domingo Martínez de Irala)    | 6734                   | 334        |
| 4  | Ернандаріас (Hernandarias)                               | 63248                  | 1519       |
| 5  | Ірунья (Iruña)                                           | 4710                   | 528        |
| 6  | Ітакірі (Itakyry)                                        | 23765                  | 1964       |
| 7  | Хуан-Еміліо-О'Лірі (Juan Emilio O'Leary)                 | 16367                  | 226        |
| 8  | Лос-Кедралес (Los Cedrales)                              | 9003                   | 405        |
| 9  | Мбаракайю (Mbaracayú)                                    | 8337                   | 1174       |
| 10 | Мінга-Ґуасу (Minga Guazú)                                | 48006                  | 485        |
| 11 | Мінга-Пора (Minga Porá)                                  | 11180                  | 881        |
| 12 | Наранхаль (Naranjal)                                     | 11 921                 | 752        |
| 13 | Ньякундай (Ñacunday)                                     | 8403                   | 865        |
| 14 | Пресиденте-Франко (Presidente Franco)                    | 52826                  | 122        |
| 15 | Сан-Альберто (San Alberto)                               | 11523                  | 1046       |
| 16 | Сан-Крістобаль (San Cristóbal)                           | 7670                   | 1027       |
| 17 | Санта-Фе-дель-Парана (Santa Fe del Paraná)               | 14 468                 |            |
| 18 | Санта-Рита (Santa Rita)                                  | 16427                  | 650        |
| 19 | Санта-Роса-дель-Мондай (Santa Rosa del Monday)           | 11287                  | 999        |
| 20 | Йґуасу (Yguazú)                                          | 8748                   | 762        |
| 21 | Тавапі (Tavapy)                                          | 20532                  |            |
| 22 | Доктор-Раул-Пенья (Doctor Raúl Peña)                     | 6789                   |            |

## Економіка
Департамент переживає бурхливе економічне зростання і зростання населення в останні 50 років, здебільшого припадає на адміністративний центр Альто-Парани. Зростання почалося в 1961 році, коли був побудований «Міст Дружби», який з'єднав Парагвай і Бразилію. На території департаменту розташовується гідроелектростанція «Ітайпу», яка забезпечує потребу країни в електроенергії на 95%. Також в департаменті знаходиться кілька екологічних заповідників, зоопарк і тайвансько-парагвайський технологічний парк.
Першим містом, заснованим на території департаменту було Пресиденте-Франко. Кілька важливих сільськогосподарських підприємств зосереджені в районі Мінга-Ґуасу, в якому також розташований міжнародний аеропорт «Ґуарані».